# Hans Thornstedt
Hans Gustav Thornstedt, född den 1 juni 1917 i Stockholm, död där den 26 juni 2010, var en svensk jurist, professor i straffrätt vid Stockholms universitet.
Thornstedt avlade juris kandidatexamen vid dåvarande Stockholms högskola 1941 och juris licentiatexamen 1948. Samma år disputerade han på avhandlingen Om företagaransvar, och arbetade vidare med ämnen kring just näringsverksamheters straffrättsliga ansvar. Thornstedt var korta perioder verksam vid Lunds universitet, men var mest knuten till Stockholms universitet där han blev professor i straffrätt 1961. Vidare var han juridiska föreningens inspektor i 20 år, juridiska fakultetens dekanus 1978-1983 och Stockholms universitets prorektor 1978-1984. Thornstedts huvudområde som forskare var materiell straffrätt. Thornstedt var även ledamot i humanistisk-samhällsvetenskapliga forskningsrådet och ordförande i dess etikkommitté. Han var även sakkunnig i statliga utredningar.
Thornstedt invaldes som ledamot av Humanistiska Vetenskapssamfundet i Lund 1959. Han vilar på Norra begravningsplatsen utanför Stockholm.